# 511 (tal)
511 är det naturliga heltal som följer 510 och följs av 512.

## Matematiska egenskaper
- 511 är ett udda tal.
- 511 är ett sammansatt tal.
- 511 är ett semiprimtal[1].
- 511 är ett defekt tal.
- 511 är ett harshadtal.
- 511 är ett palindromtal i det binära talsystemet.
- 511 är ett lyckotal.
- 511 är ett Nonaccital.

## Inom vetenskapen
- 511 Davida, en asteroid.